# Trisha Yearwood
Trisha Yearwood est une chanteuse de musique country américaine.

## Biographie
Patricia Lynn « Trisha » Yearwood (née le 19 septembre 1964 à Monticello, Géorgie, États-Unis).
Elle a gagné trois fois le Grammy Award de musique country.
Son premier single numéro un aux États-Unis était She's in Love with the Boy (sorti en 1991), suivi de 8 autres singles premiers des ventes.
Trisha Yearwood a sorti 11 albums avant 2007, tous disques d'or ou de platine.
En 2007, elle a sorti 2 albums.
Depuis le 10 décembre 2005 elle est mariée au chanteur country Garth Brooks.

## Albums
| Année | Titre de l'album                        | Ventes     | Ventes             | Récompense |
| Année | Titre de l'album                        | États-Unis | États-Unis Country | Récompense |
| ----- | --------------------------------------- | ---------- | ------------------ | ---------- |
| 1991  | Trisha Yearwood                         | 31         | 2                  | 2x platine |
| 1992  | Hearts in Armor                         | 46         | 12                 | platine    |
| 1993  | The Song Remembers When                 | 40         | 6                  | platine    |
| 1994  | The Sweetest Gift                       | 105        | 17                 | or         |
| 1995  | Thinkin' About You                      | 28         | 3                  | platine    |
| 1996  | Everybody Knows                         | 52         | 6                  | or         |
| 1997  | (Songbook) A Collection of Hits         | 4          | 1                  | 4x platine |
| 1998  | Where Your Road Leads                   | 33         | 3                  | platine    |
| 2000  | Real Live Woman                         | 27         | 4                  | or         |
| 2001  | Inside Out                              | 29         | 1                  | or         |
| 2005  | Jasper County                           | 4          | 1                  | or         |
| 2007  | Greatest Hits                           |            |                    |            |
| 2007  | Heaven, Heartache And The Power Of Love |            |                    |            |